# Sanaa Akroud
Sanaa Akroud (arabe : سناء عكرود), née le 18 novembre 1980 à Taroudant, est une actrice, realisatrice et cinéaste marocaine. 

## Biographie
Elle est née le 18 novembre 1980,, à Taroudant, ville du Sud-Ouest du Maroc, dans la plaine du Souss. Après un bac lettres modernes obtenu en 1997, elle poursuit une formation au sein de l’Institut supérieur d'art dramatique et d'animation culturelle de Rabat (ISADAC),.
Elle acquiert ensuite une renommée au Maroc, dans les années 2000, pour plusieurs interprétations  dans des séries télévisées,  comme Aicha Douiba, de Fatima Boubakdy, Souk Nssa ou encore Rommana et Bartal,,.
Elle joue ensuite au cinéma, notamment dans Terminus des anges co-signé par Hicham Lasri, Narjiss Nejjar et Mohamed Mouftakir, et sorti en 2009. Elle joue aussi dans Ahmed Gassiaux d’Ismail Saidi sorti la même année et dans le long-métrage égyptien Femmes du Caire de Yousry Nasrallah, sorti en 2010. Elle participe également à des distributions pour des séries télévisées, comme Okba Lik de Yassine Fennane.
Elle passe aussi derrière la caméra en signant quelques courts métrages dont Donne-moi la flûte et chante en 2008, L’impasse et 26 Heures en 2011. Elle se lance ensuite dans la réalisation d’un premier téléfilm, intitulé Les cinq saisons qu’elle sort en 2011. L’acteur Mohammed Marouazi qui partage sa vie depuis quelques années, fait partie de la distribution. Le film est primé au festival des téléfilms de Meknès. Elle réalise ensuite en 2013 le téléfilm Orss Dib (les noces du loup) puis, en 2015, son premier long-métrage Khnifist R’mad [ le scarabée des cendres ], une fable inspiré des contes traditionnels ,,,.
Elle part au Canada avec Mohammed Marouazi, son mari, qui est lui-même acteur producteur de film.  Son deuxième long métrage, Myopia, sort en 2019 et remporte plusieurs prix au Festival Vues d’Afrique, de Montréal, en 2020. Un divorce est annoncé fin 2019,.

## Filmographie

### Réalisatrice et scénariste
- 2011 : The Five Seasons
- 2013 : Les Noces du Loup
- 2015 : Khnifist R'mad
- 2020 : Myopia

### Actrice
- 2003 : Douiba	(dramatique télé)
- 2004 : Maw'id Ma'a Lmajhoul	(série : 30 episodes)
- 2005- 2007 :	Romana and Brtal	(série historique : 26 episodes)
- 2006 : Abdou with the Almohads
- 2006 : Lil Azwaj Faqat	(dramatique télé)
- 2007 : Whatever Lola Wants
- 2007 : Shrikty Moushkilty	(Sitcom : 30 episodes)
- 2007 : Sunset	(dramatique télé)
- 2008 : Souk Nssa	(dramatique télé)
- 2009 : Femmes du Caire
- 2009 : Okba Lik	(dramatique télé)
- 2010 : Terminus des anges
- 2010 : Ahmed Gassiaux
- 2010 : Okba Lik (Serie : 30 episodes)
- 2013 : Les noces du Loup	(dramatique télé)
- 2013 : The Bait	(dramatique télé)
- 2015 : Khnifist R'mad
- 2017 : Momo Ainya	(series : 30 episodes)
- 2019 : Al Bahja Tani	(Sitcom : 30 episodes)
- 2020 : Myopia
- 2020 : Little America	(Série. Joue dans l'épisode 8 : The son)